# 藻类学

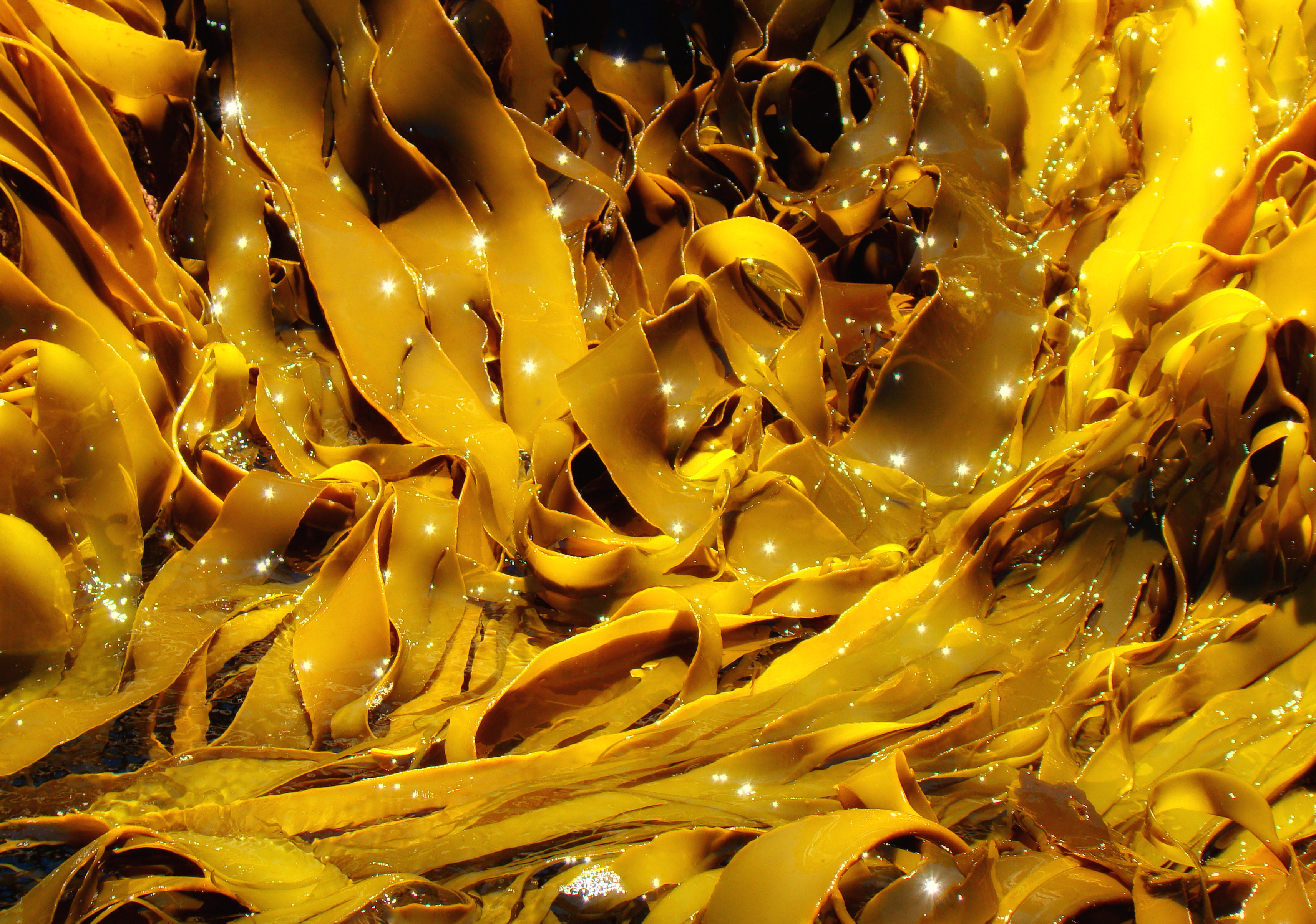
在澳大利亚，塔斯马尼亚岛，菲欣纳国家公园的危险湾中的海带

藻類學（Phycology或algology），屬於內容是關於藻類的研究。藻類學是生命科學的一個分支，通常被視為植物學的一個分支學科。
多數藻類是生存在潮濕的環境裡的真核生物，能行光合作用有機體。它們與高等植物的分別在於：藻類缺乏真的根和葉。許多種藻類是以單細胞方式存在，且需用顯微鏡方能觀察；也有許多藻類是多細胞性或聚集生活，這類的藻類可形成較大的體積，(海帶)。在水生生态系统裡，藻類是重要的初級生產者。

## 內容
藻類學研究藻類植物的分類、形態、構造、生態、生理、生化、遺傳等等，其中又以分類、形態和生態兩個範疇較為成熟。藻類分類研究藻類植物的門、綱、目、科、屬、種系統地位，以了解它們的資源區系和進化系統；藻類形態研究藻類植物的形態構造；藻類生態則研究藻類植物之間及它與周圍環境的相互關係。
藻類學還包括實驗藻類生態學（藻類生態生理學）、藻類生理、生化、藻類遺傳學，以至原核生物形的藻類的研究，以藍綠藻(cyanobacteria)為最著名。

## 著名的藻類學家
- 伊莎貝拉·阿博特(1919–2010)
- 雅鉻簿·格奧爾格·阿加德 (1813–1901)
- 卡爾·威廉·馮·内格里(1817–1891)
- 卡爾·路德维希·緯爾登诺 (1765–1812)